# Björn Rosenström

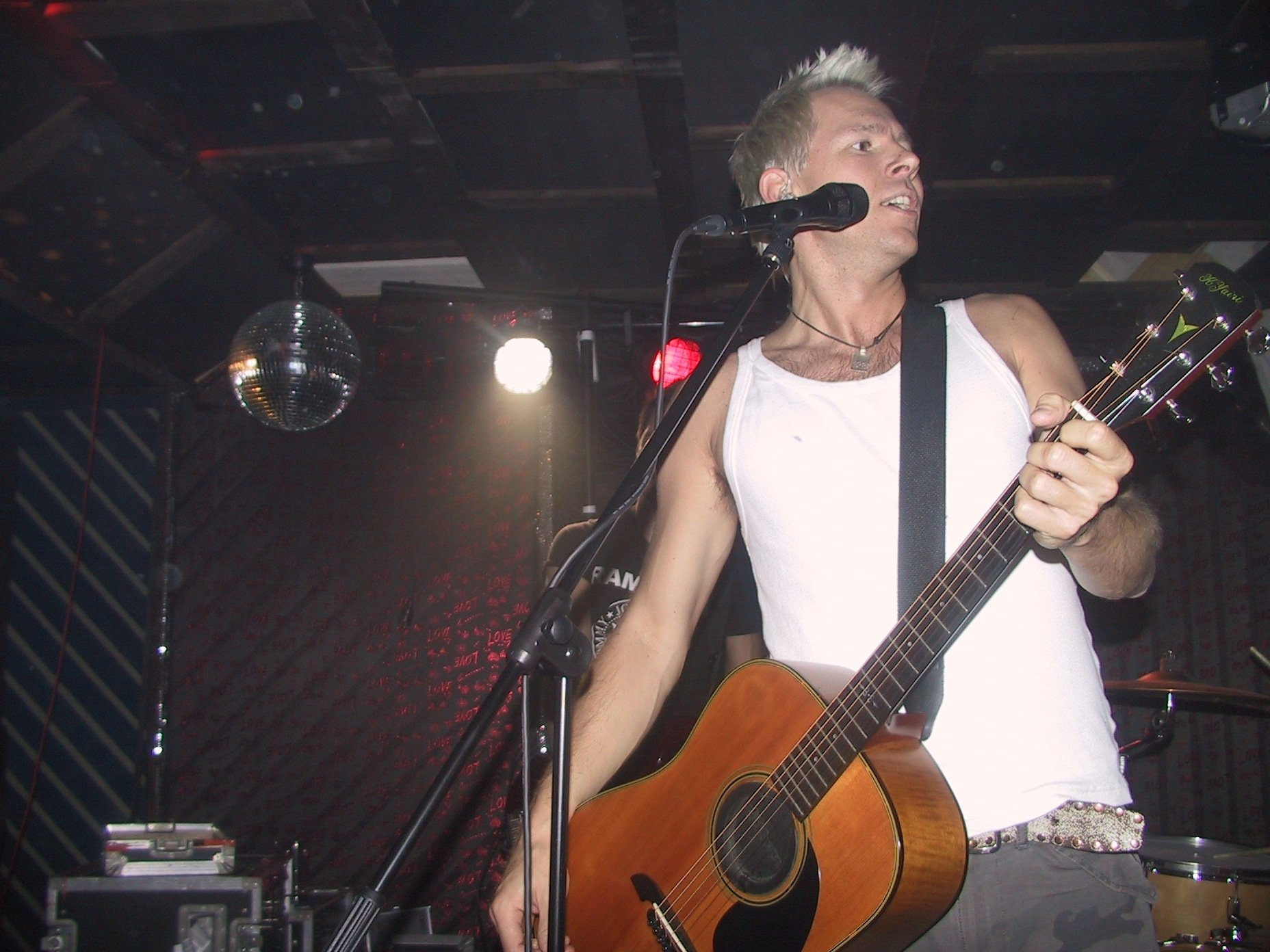
Björn Rosenström in Arvika 2006

Björn Rosenström (* 8. August 1970 in Göteborg, Schweden) ist ein schwedischer Liedermacher, der früher auch als Trobador aufgetreten ist. Auf Konzerten und seinen letzten Platten wird er von Det Jävla Bandet („Die teuflische Band“) begleitet.
Abgesehen von seinem Künstlerdasein ist Björn Rosenström auch Jurist. Er studierte Jura von 1991 bis 1996 und hat an der Handelshochschule in Göteborg ein jur.kand.-Examen abgelegt. Während dieser Zeit trat er im Pub der Hochschule auf und wurde schnell für seine ironische und humoristische Sichtweise bekannt, die er mit seiner Gitarre auf zahlreichen Festen darstellte.
Nachdem Rosenström 1996 sein Studium beendet hatte, nahm er zusammen mit seinem Bruder Jonas im Studion die Platte „Låtar som är sådär“ auf. Die Arbeit an der Aufnahme dauerte gerade einmal eineinhalb Tage. Von der Platte wurden 1000 Exemplare angefertigt, die Rosenström in seinem alten Hochschulpub und im Buchhandel verkaufte.
Die schwedische Plattenfirma Border Music aus Göteborg begann Ende 1997 mit dem Vertrieb der CD in Schwedens Plattenläden. Nach einem halben Jahr war sie in fast allen Boutiquen erhältlich. Innerhalb eines Jahres verkaufte sich die Platte so 110.000 mal und belegte so Platz 6 in den schwedischen Verkaufscharts.
Im darauffolgenden Jahr arbeitete Rosenström sowohl als Musiker und Jurist – so war er unter anderem zwei Jahre als Tingsnotarie (entspricht etwa einem Rechtsreferendar am Gericht) am Amtsgericht in Mariestad angestellt, doch allmählich entschied er sich, nur noch auf die Musik zu setzen.

## Mitglieder der Det Jävla Bandet
- Jonas Rosenström (Bass)
- Markus Netterlid (Schlagzeug)
- Fredrik Lidin (Gitarre, Mandolin & Chor)
- Pär Edwardson (Gitarre & Chor)
- Håkan Svensson (Gitarre & Chor)
- Björn Rosenström (Gitarre & Gesang)

Nicklas Arlevall (Tontechniker & Tournéeleiter)

## Diskografie
- Låtar som är sådär (1996)
- Någorlunda hyggliga låtar (2000)
- Glove Sex Guy (2001)
- Var får jag allt ifrån? – En så kallad samling (2003)
- Pop på Svenska (2004)
- Syster Gunbritts hemlighet (2006)
- Ett jubileum som är sådär – 10½ år med Björn Rosenström (2007)
- Swingersklubb In The Radhuslänga (2010)